# Ariocarpus fissuratus
Espèce
Synonymes
- Anhalonium engelmannii Lem.[2]
- Anhalonium fissuratum (Engelmann) Engelmann[3]
- Anhalonium fissuratum Engelm.[4] [2]
- Ariocarpus fissuratus var. fissuratus[2]
- Mammillaria fissurata Engelm.[3] [2] [5]
- Roseocactus fissuratus (Engelm.) A. Berger[2] [5]
- Roseocactus intermedius Backeb. & Kilian[2] [5]
- Roseocactus intermedius Backeberg & Kilian[3]

Statut de conservation UICN

 LC  : Préoccupation mineure
Ariocarpus fissuratus est une espèce de plantes à fleurs de la famille des Cactaceae (les cactus) trouvée au nord du Mexique et au Texas. 

## Description
Ariocarpus fissuratus est généralement solitaire. Il a une couleur vert-grisâtre ce qui rend difficile de le repérer dans son habitât. Sa croissance est extrêmement lente. 

## Culture
En culture, Ariocarpus fissuratus est souvent greffé. Ils nécessitent très peu d'eau et d'engrais, beaucoup de lumière et un sol sableux bien drainé.

## Liste des variétés et sous-espèces
Selon Tropicos (26 avril 2017) (Attention liste brute contenant possiblement des synonymes) :
- sous-espèce Ariocarpus fissuratus subsp. bravoanus (H.M. Hern. & E.F. Anderson) Lüthy
- sous-espèce Ariocarpus fissuratus subsp. fissuratus
- sous-espèce Ariocarpus fissuratus subsp. hintonii (Stuppy & N.P. Taylor) Halda
- sous-espèce Ariocarpus fissuratus subsp. pailanus Halda
- variété Ariocarpus fissuratus var. fissuratus
- variété Ariocarpus fissuratus var. hintonii Stuppy & N.P. Taylor
- variété Ariocarpus fissuratus var. lloydii (Rose) W.T. Marshall